# Platycercus caledonicus
La rosella verde (Platycercus caledonicus (J.F.Gmelin, 1788)) è un uccello della famiglia degli Psittaculidi.

## Descrizione
Rosella molto simile a P. elegans flaveolus da cui differisce per le ali completamente nere e la porzione frontale rossa più ampia. La femmina si distingue per il petto giallo screziato di arancio e non puro come nel maschio. Ha taglia attorno ai 36 cm. 

## Distribuzione e habitat
Vive in Tasmania e nelle isole dello stretto di Bass, dove abita sia le savane di pianura sia le boscaglie collinari.

## Biologia
È nota come «devastatrice» delle coltivazioni di frumento e mele quando in stormi di alcune centinaia di soggetti vi si reca per nutrirsi. Di solito però vive in piccoli gruppi familiari o in bande di 10-20 soggetti. È allevata anche in cattività.